# Ванганел
Ванганел (словен. Vanganel, итал. Vanganello) је насељено место у општини Копар, Обално-Крашка регија, Словенија.

## Историја
До територијалне реорганизације у Словенији био је у саставу старе општине Копар.

## Становништво
У попису становништва из 2011. године, Ванганел је имао 571 становника.
| Број становника према пописима | Број становника према пописима | Број становника према пописима |
| ------------------------------ | ------------------------------ | ------------------------------ |
| 1991                           | 2002                           | 2011                           |
| 380                            | 436                            | 571                            |